# Synagoga Majera Adesmana w Łodzi
Synagoga Majera Adesmana w Łodzi – prywatny dom modlitwy znajdujący się w Łodzi przy ulicy Północnej 10.
Synagoga została zbudowana w 1902 roku z inicjatywy Majera Adesmana. Mogła ona pomieścić 30 osób. Podczas II wojny światowej hitlerowcy zdewastowali synagogę.